# Вольница (Самарская область)
Вольница — хутор в Сергиевском районе Самарской области в составе сельского поселения Кутузовский.

## География
Находится на расстоянии примерно 19 километров по прямой на север от районного центра села Сергиевск.

## История
Хутор был основан в 1932 году при основании Красно-Городецкого лесничества Сергиевского лесхоза. Здесь обосновались люди, которые переселились из других мест для работы в питомниках, где выращивали саженцы берёзы, сосны, ели, клёна, и на лесопилораме.

## Население
Постоянное население составляло 91 человек (русские 84 %) в 2002 году, 64 в 2010 году.